# Flohpelz

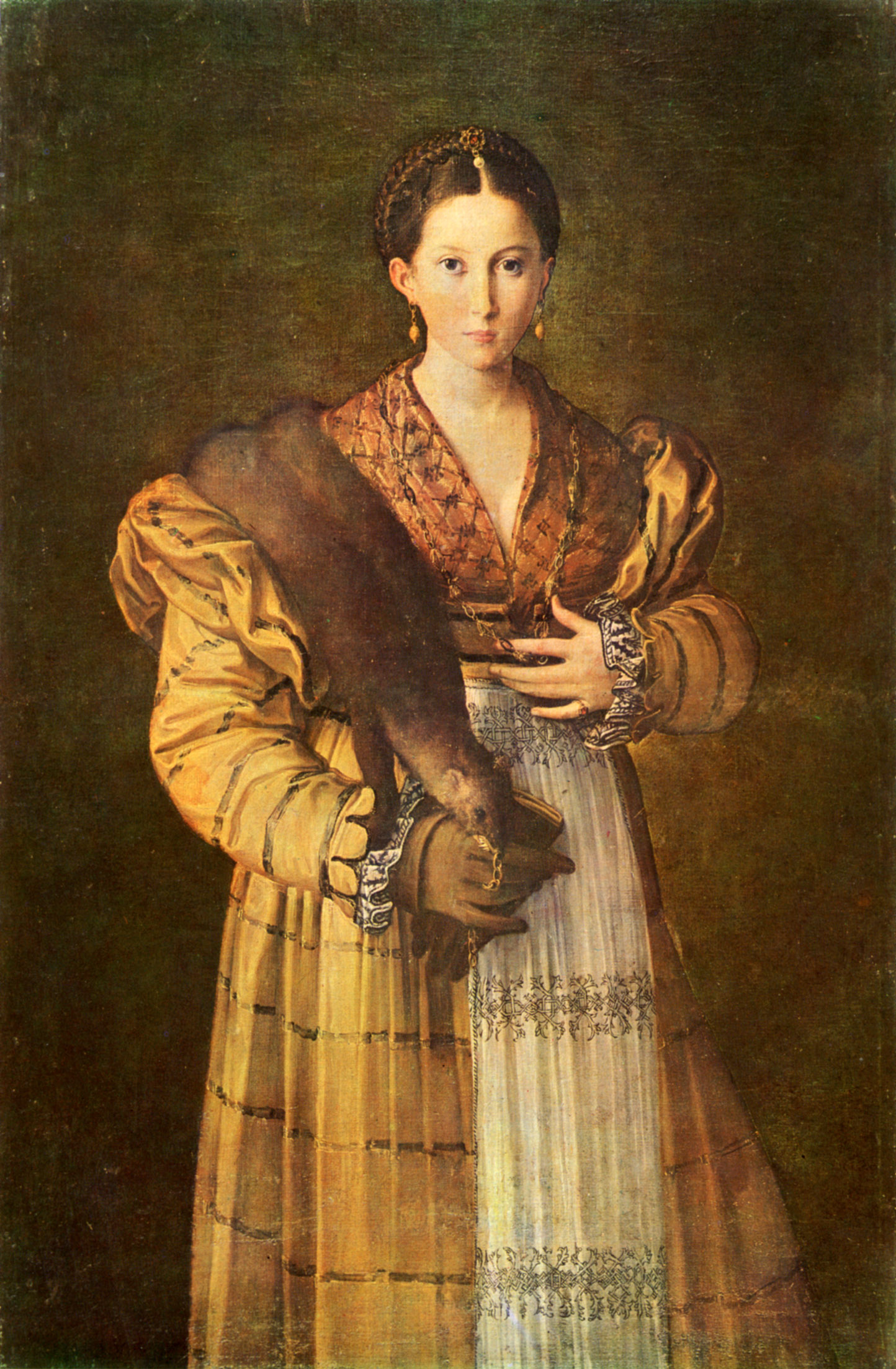
Junge Frau mit Flohpelz (Parmigianino, zwischen 1530 und 1535)

Ein Flohpelz oder Flohpelzchen, aus dem Italienischen auch Zibellino („Zobelchen“), war ein kleiner Pelz aus Hermelinfell, Zobelfell, Iltisfell oder Marderfell mit ausgearbeitetem Kopf, Schwanz und Pfoten, häufig mit edlen Steinen verziert, der im Spätmittelalter und insbesondere in der Renaissance bei Damen der europäischen Adelskreise und des sehr wohlhabenden Bürgertums in Mode kam. Er wurde über die Schulter gehängt getragen oder gelegentlich auch an einem Kettchen am Gürtel. Dorothee Backhaus nennt als weitere Bezeichnung für den Flohpelz die „Contenance“.
Die Bezeichnung Flohpelz unterstellt, dass er Flöhe und vielleicht auch andere lästige Insekten anzuziehen und vom Körper des Trägers ablenken würde. Da die Flöhe auf Körperwärme und nicht auf Haare reagieren, spricht einiges dafür, dass dem vornehmlich in der Hand zu tragenden Pelz die Wirkung als Flohfalle erst nachträglich zugesprochen wurde. Der Begriff Flohpelz kam, als er in Mode war, in keiner zeitgenössischen Quelle vor: „Dieses Wort ist in der Tat erst eine Erfindung des ausgehenden vorigen [= 19.] Jahrhunderts“. Ähnliches gilt demnach wohl für die angeblich in Sibirien ehemals sehr beliebt gewesenen Hemden aus Hasenfellen, „als praktische, weil leicht auszuschüttelnde Flohfallen“.
Wann die ersten mit Ornamenten versehenen Pelzkolliers entstanden sind, ist unsicher. Die Idee muss von einem Goldschmied ausgegangen sein, der für die Königshöfe im späten 14. und frühen 15. Jahrhundert gearbeitet hat und die „prächtigen und fantastischen“ Juwelen schuf, die in den Inventarverzeichnissen wie des Hauses Burgund und des Französischen Königshauses verzeichnet sind.
Die edelsten Exemplare wurden aus ganzen Fellen in Tierform über der Kleidung getragen, oft mit zusätzlichem Schmuck versehen. Bereits 1467 wird das Pelzaccessoire im Inventar von Karl dem Kühnen von Burgund erwähnt. Ein Gemälde von Parmigianino zeigt eine italienische Patrizierin um 1540 mit einem Zibellino über der Schulter; insgesamt sind über dreißig Abbildungen bekannt. Auch wenn sich in der Inventaraufnahme nach dem Tod Edwards VI. zwei Zobelkolliers befanden, so scheint es doch keine Abbildung mit einem Mann mit Flohpelz zu geben. Die Herzogin von Ferrara besaß einen Zobel mit goldenem Kopf mit 12 Rubinen, 3 Diamanten, 3 Smaragden und 4 Perlen. Im Nachlass der Katharina von Polen befand sich ein ähnlicher Pelz, dessen Wert auf 750 Taler geschätzt wurde. Philippine Welser hatte eine Garnitur, die aus einem goldenen Zobelkopf mitsamt den vier Tatzen bestand, daran 5 Rubine und 5 Smaragde, die Augen waren Granaten, im Maul befand sich eine Perle, an den Tatzen Rubine und Smaragde. Im Jahr 1606 besaß Anne von Dänemark „einen Zobelkopf aus Gold mit einem Kragen oder einer Schnauze, garniert mit Diamanten, Rubinen, Smaragden und Saphiren, von vier Fuß“, möglicherweise ererbt von Elisabeth I. oder Maria Stuart, Königin von Schottland.
Maria Stuart (1542–1587) besaß neben anderen ein Hermelinkollier mit Köpfen und Füßen aus emailliertem Gold, als einen zusätzlich mit Edelsteinen und Perlen verziertem Kragen. Vermutlich wurden das Kollier aus mehreren, der sonst eigentlich dafür zu kleinen, Felle zusammengesetzt. Das war nicht immer notwendig, da die Schmuckpelze nicht nur um den Hals gelegt als Kragen dienten, sondern oft lediglich am Gürtel hingen oder als Fächer, Fliegenwedel oder einfach als Spielzeug in müßigen Momenten benutzt wurden. Maria, die schottische Königin, hatte mehrere dieser Hermeline, mit Köpfen verschiedener wertvoller Materialien. Sie besaß Kolliers aus Marderfell und aus Wolfsfell, aber auch eines aus Seidenplüsch oder Samt. Bei diesem dürfte es sich um eine Tierimitation gehandelt haben. Der Kopf war aus Gagat (Pechkohle) geschnitzt, dekoriert war es mit Gold und mit einer schwarz emaillierten Kette. Einer der Köpfe der echten Pelzkolliers war dagegen aus Kristall gefertigt. Im Jahr 1580 schrieb Maria nach Frankreich und bat um ein Marderfell und einen mit Edelsteinen besetzten goldenen Marderkopf als Taufgeschenk für die Tochter von Gilbert Talbot, 7. Earl of Shrewsbury (1552–1616), Mary Herbert, Gräfin von Pembroke († 1649).

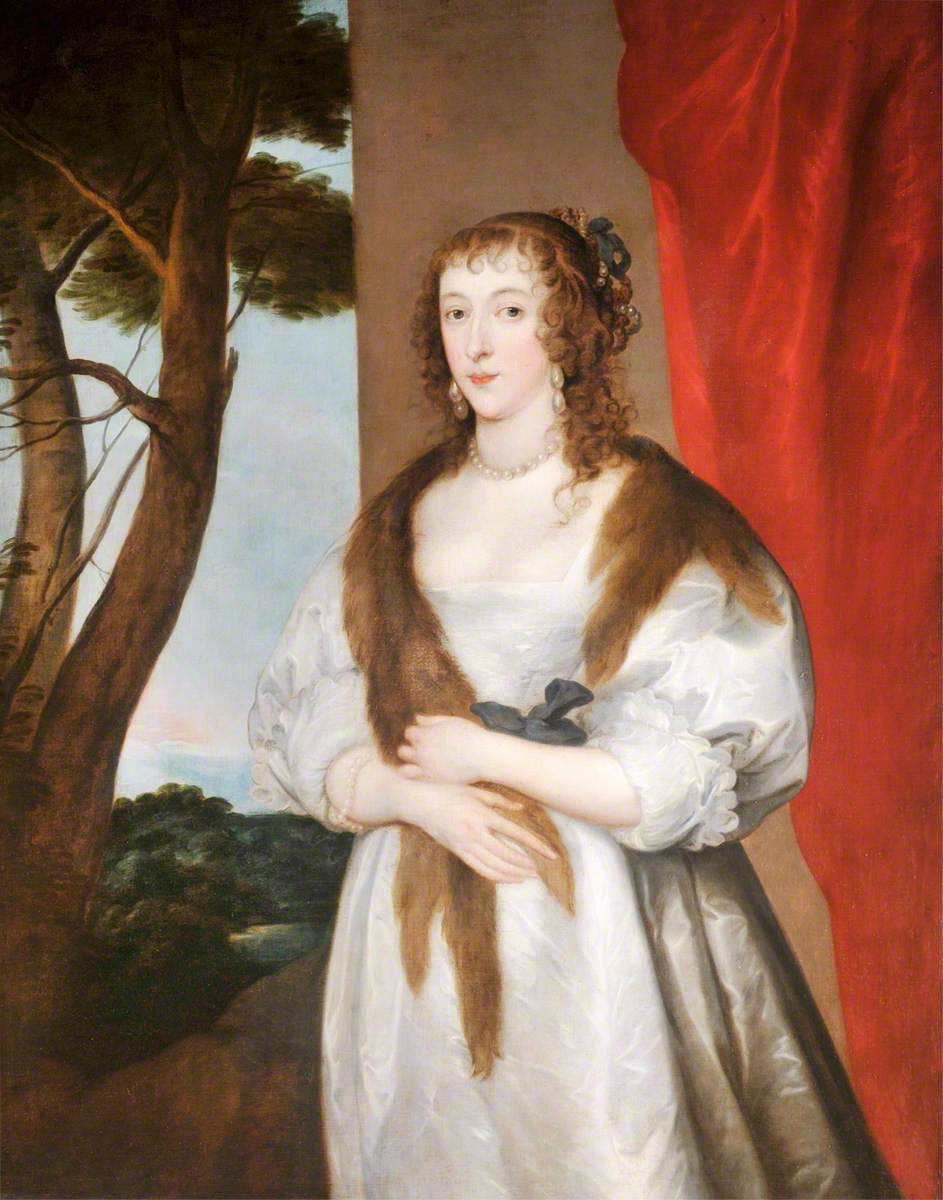
Marchioness von Worcester (Anthony van Dyck, 1635)

Lady Sussex schrieb im 17. Jahrhundert an Lord Verney wegen eines Porträts, das Anthonis van Dyck von ihr malte. „Erinnern Sie Sir Vandyke daran, mein Bild gut zu machen“, schrieb sie, „ich habe Zobel gesehen, bei denen der Verschluss mit Diamanten besetzt ist - wenn die, in denen ich abgebildet bin, so gemacht würden, denke ich würde es auf dem Bild sehr gut aussehen. Wenn Sir Vandyke glaubt, es würde sich gut machen, bitte ich ihn, alle Krallen so zu machen.“ Die Modehistorikerin Elizabeth Ewing stellte dazu fest: „Die Idee einer künstlerischen Freiheit, die sich auf die Hinzufügung nicht existierender Juwelen erstreckt, war den Porträtmalern und ihren modebewussten Porträtmodellen auf keinen Fall unbekannt.“  Andere englische Porträts mit Pelzkolliers des 17. Jahrhunderts sind die von Lady Frances Sidney am Sidney Sussex College in Cambridge oder das von Beatrice D’Este und der Marchioness von Worcester aus dem Jahr 1635. Das Porträt der Marchioness vor Powys Castle zeigt einen über die Schulter drapierten langen, mehrfelligen Zobelschal der bis über die Taille reicht, einschließlich Kopf, Pfoten und Schwanz.
Männer scheinen den Zibellino eher nicht getragen zu haben. Für Heinrich VIII. von England (1491–1547) findet sich jedoch- so er es dann selber getragen hat – eine Beschreibung eines besonders prächtig ausgestatteten Zobelfells, mit Diamanten, Rubinen und Perlen, nicht nur die Pfoten aus Gold, die Krallen aus Saphiren:

„One Sable skynne wt a hedd of golde conteyning in yt a clockew a roller of gold enameled blacke sett wt iiij diamountes and foure rubies and wt twoo perles hanging at the eares and twoo rubies in the yees, the same skynne having also feete of golde, the clawes thereof being saphyres … wt dyamount uppon the clocke.“

Die Mode der sogenannten „Pelzkolliers“ mit ausgearbeiteten Köpfen und am Fell belassenen Pfoten und Schwänzen war, ohne den Hintergedanken an den Flohfang, im neunzehnten Jahrhunderts sehr stark verbreitet und wird seitdem immer wieder aufgegriffen. Bis in die 1960er Jahre war für einfellige Kolliers noch der Begriff Würger im Gebrauch.
Eine andere Deutung ist ein Zusammenhang des Gebrauchs der Flohfelle mit der griechischen Mythologie. Ikonographisch wurde dies der schwierigen Geburt des Herkules als illegitimer Sohn des Zeus zugeordnet. Die Magd der Alkmene, Galanthis, hatte mit einer Lüge entgegen dem Willen der Hera die Wehen der Mutter des Helden verkürzt. Sie wurde deswegen von Eileithyia in ein Wiesel verwandelt und dazu verdammt, ihre Kinder aus dem Mund zu gebären und im Ohr zu empfangen. Die Darstellungen von Frauen mit Flohfellen sind dementsprechend oft mit der Geburt eines Kindes von hohem Rang verbunden und entbehren, laut Julia V. Emberley, nicht einer gewissen Koketterie mit weiblicher Macht und Unabhängigkeit.

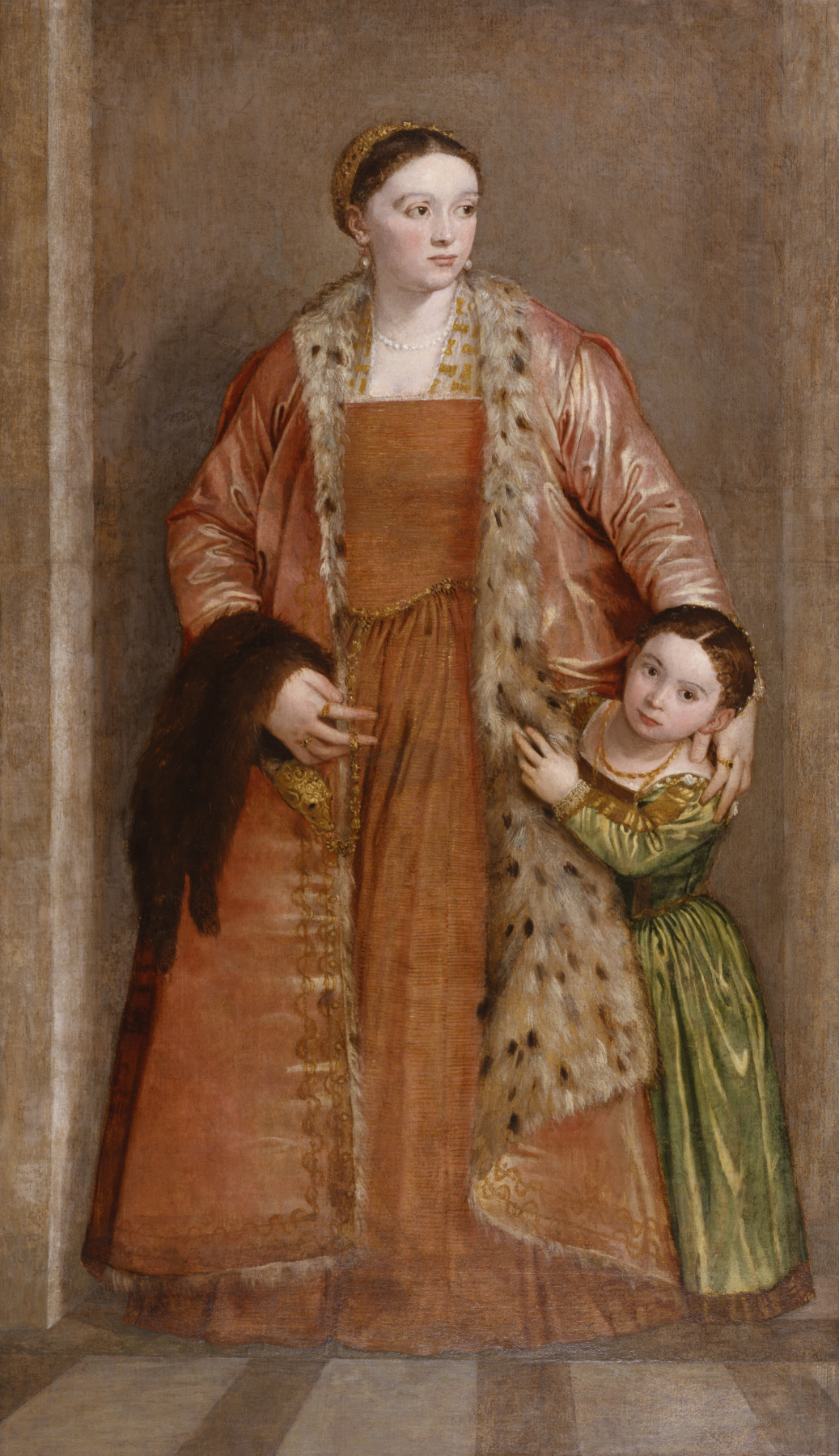
Gräfin Livia da Porto (Paolo Veronese)
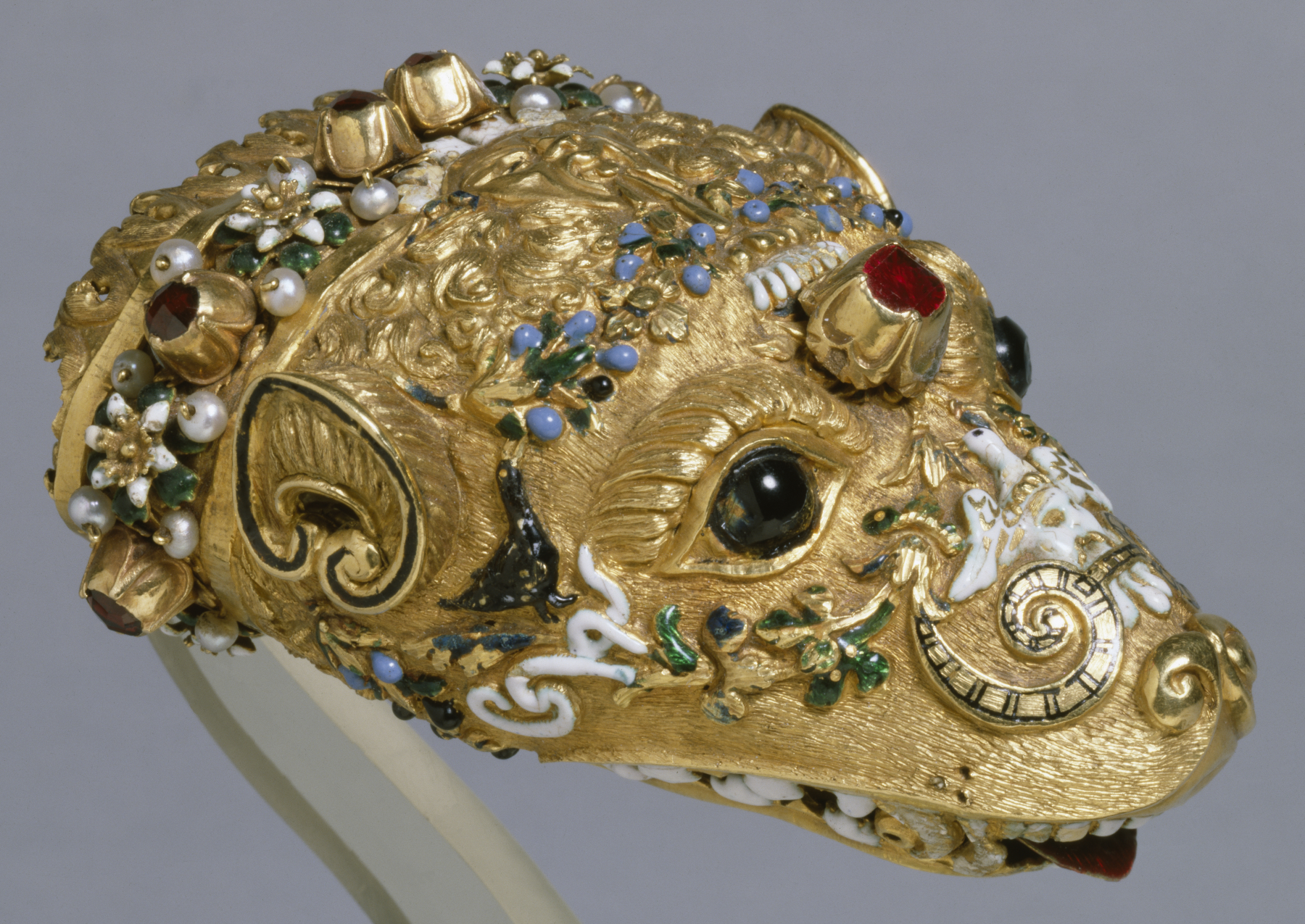
Kopf eines Zibellinos, fast gleich dem des Porträts von Veronese der Gräfin da Porto (etwa 1550–1559).
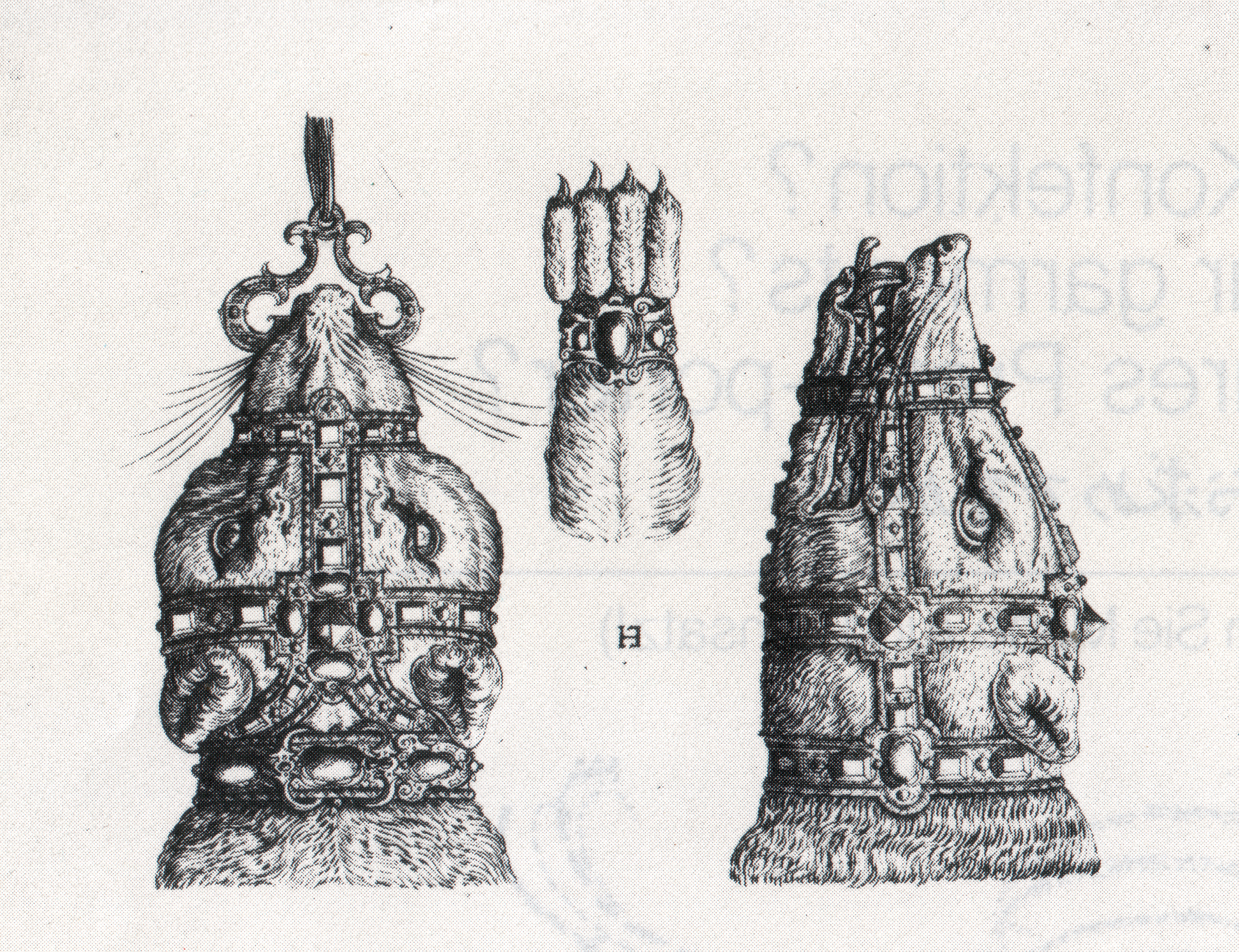
Entwurf zum Schmuck eines Flohpelzes (E. Hornack)
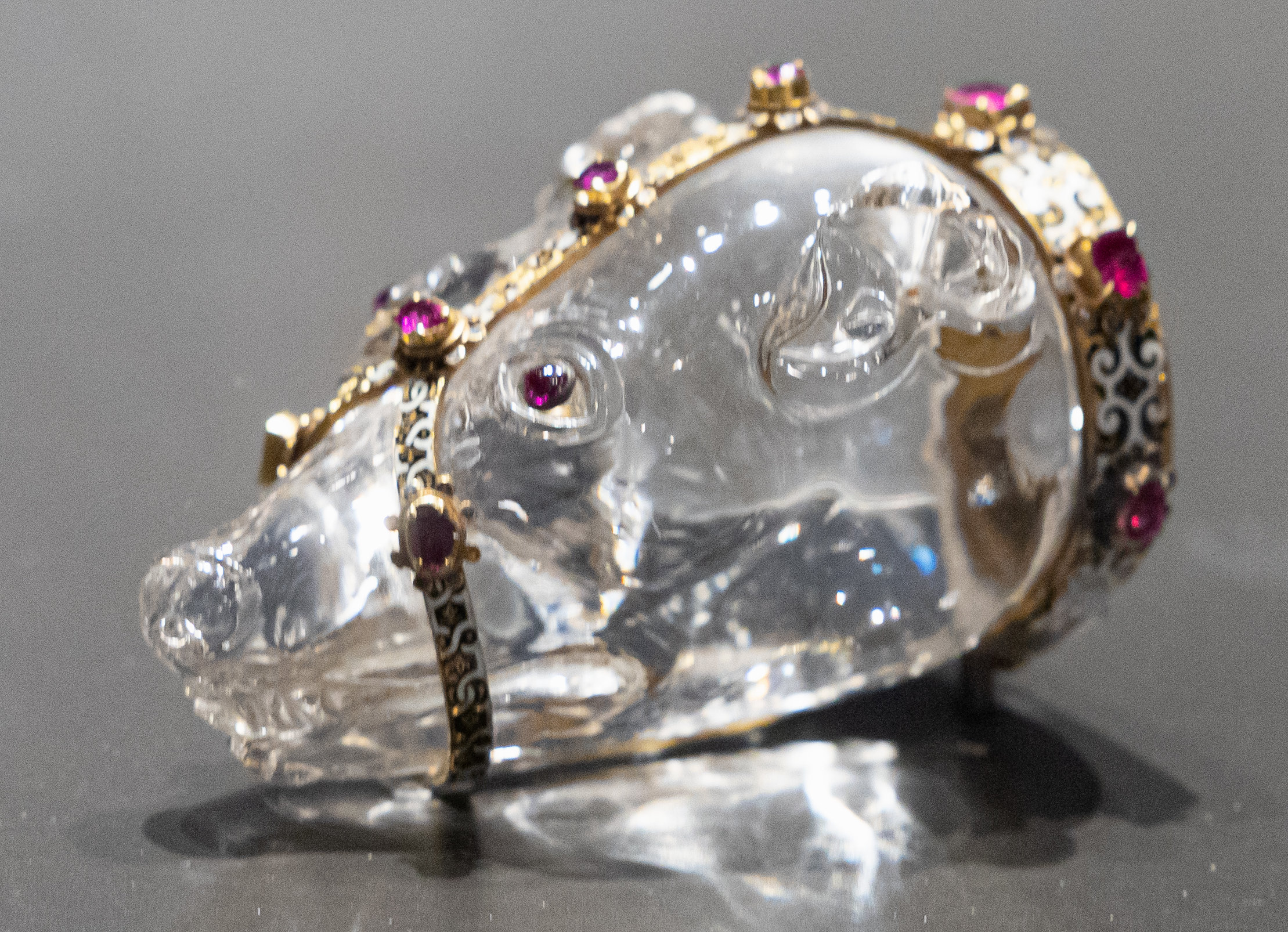
„Von den weltweit nur fünf erhaltenen Marderköpfen aus Bergkristall ist dieser zweifellos der schönste und kostbarste.“ (Mailand 1560/70, Thyssen-Bornemisza-Sammlung)

Der Flohpelz der Anna von Österreich (1528–1590), Abbildungen Hans Mielich
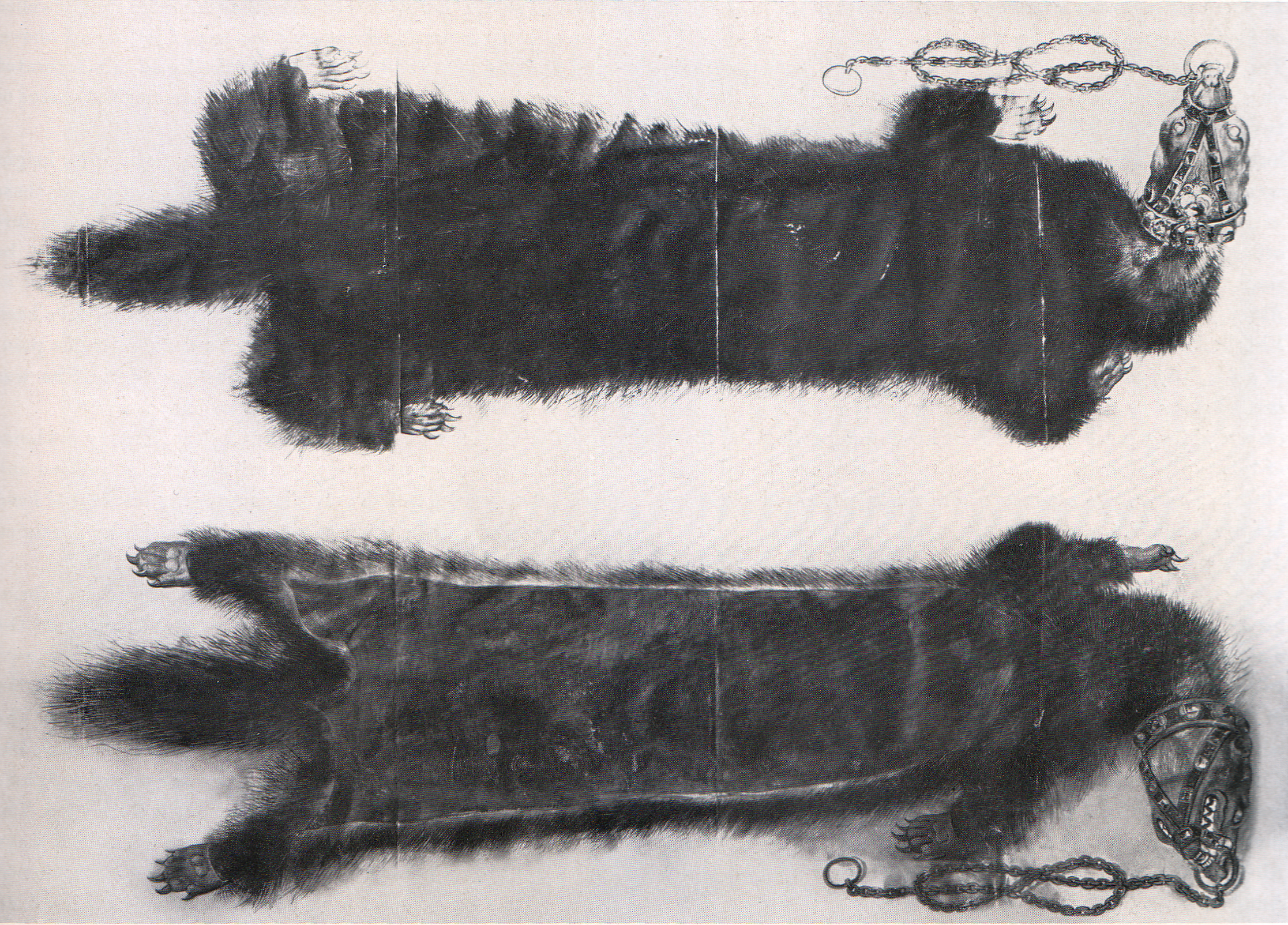
Vorder- und Rückseite
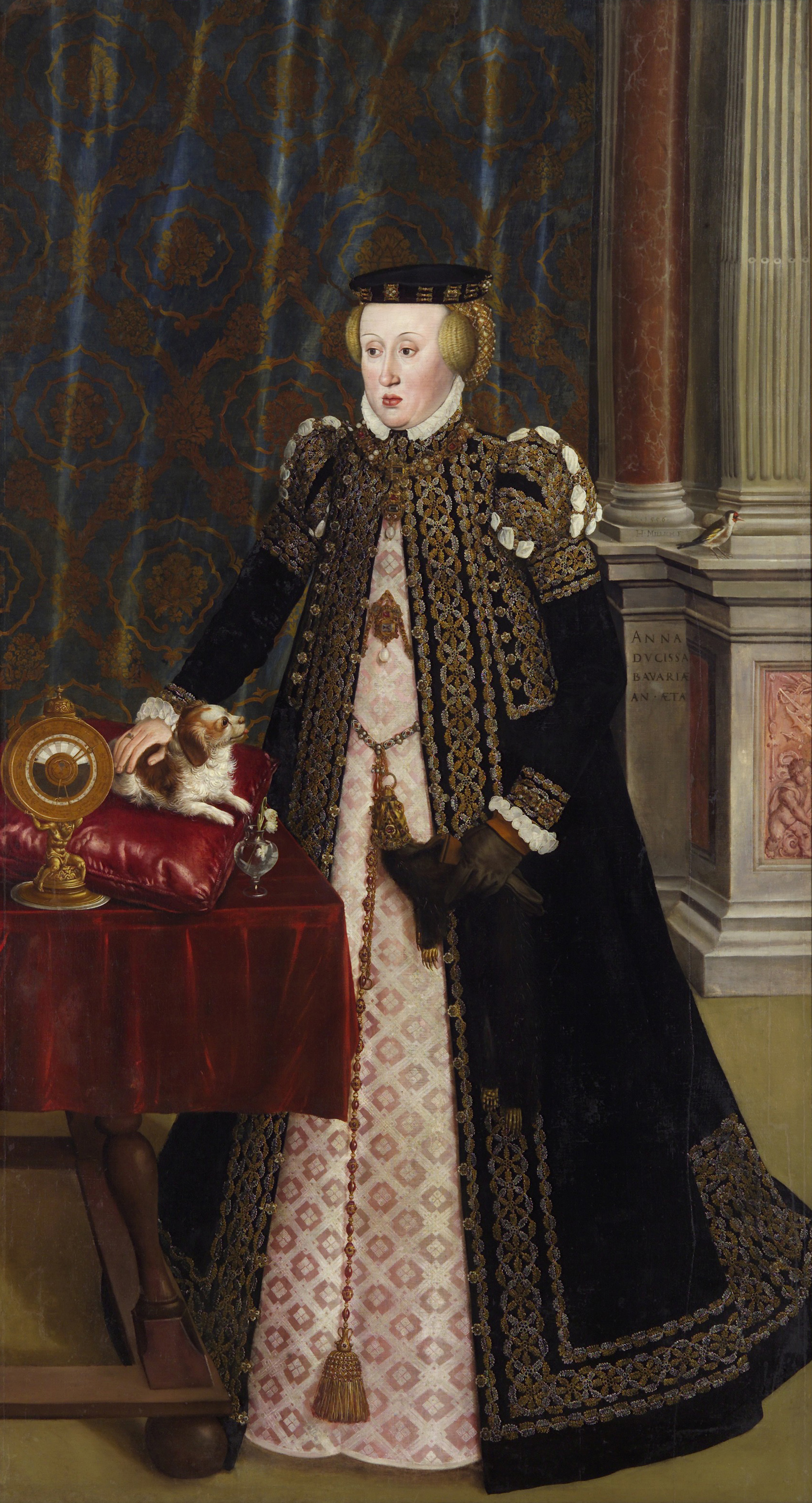
Anna mit Flohpelz an Taillenkette